# Benschopperpoort en Het Podium
Benschopperpoort en Het Podium is een buurt van IJsselstein, in de Nederlandse provincie Utrecht. De wijk heeft 430 inwoners (2023).. 
De buurt grenst met de klok mee aan Binnenstad, Nieuwpoort, De Tuinen, Het Hart en Groenvliet.

## Geschiedenis
De buurt is gelegen in de Polder Hooge Biezen, nabij de Benschopperpoort die een uitgang vormt van het oude ommuurde IJsselstein.  Het gebied had een voornamelijk agrarisch karakter met bijbehorende sporadische bebouwing, al wordt er in de loop van de 20e eeuw meer bebouwing gerealiseerd die gericht was op de drukke Benschopperpoort. In de jaren 50 van de 20e eeuw wordt aan de zuidrand van het gebied een doorgaande weg aangelegd die later als N210 aangeduid zal worden en nu Baronieweg heet. In de jaren 60 van de 20e eeuw vestigt zich een verzorgingshuis in het noordwesten van het gebied, die zich in de periode erna langzaam steeds verder uitbreidt. 
In de jaren 90 van de 20e eeuw wordt het gebied ten zuiden van de buurt aangewezen als Vinex-locatie, waarna het vanaf het jaar 2000 bebouwd wordt. In het zog van deze ontwikkelingen wordt ook het gebied van deze buurt ontwikkelt. Ten westen van het Basiliekpad  worden voornamelijk woningen gebouwd, met aan het Basiliekpad diverse voorzieningen in de vorm van detailhandel, een theater en een nieuw stadhuis. Ten oosten van het Basiliekpad komt een nieuw busstation en een evenemententerrein genaamd “Het Podium”. Tussen het podium en de binnenstad wordt een parkachtige zone met veel water aangelegd.
In combinatie met de ontwikkeling van de buurt werd tevens een verlenging van de Utrechtse Sneltram door het gebied aangelegd met ter hoogte van het Basiliekpad een halte genaamd Binnenstad.
Stad: IJsselstein      Buurtschappen: Achtersloot · Klaphek · Knollemanshoek (deels)

Woonwijken: Centrum · Noord · West · Zuid

Woonbuurten: Binnenstad · Nieuwpoort · Groenvliet · Kasteelkwartier · Europakwartier · Oranjekwartier · IJsselveld-Oost · IJsselveld-West · IJsseloevers · Hazenveld en Overwaard · Panoven · De Hoven en De Boomgaard · De Tuinen · Het Hart · De Wereldsteden · De Rivieren · Het Staatse · Benschopperpoort en Het Podium · Achterveld-Zuid · Achterveld-West · Achterveld-Noord · Achterveld-Oost · Eiterse Waard · Landelijk gebied Noord · Landelijk gebied Zuid

Overige buurten: Rijpickerwaard · Paardenveld · Over Oudland · Industrieterrein Lage Dijk · Bedrijventerrein De Corridor
Utrecht · Plaatsen in de provincie      Nederland · Provincies · Gemeenten